# سیارک ۶۹۶۴
سیارک ۶۹۶۴ (به انگلیسی: 6964 Kunihiko، نامگذاری:1990TL1) شش هزار و نهصد و شصت و چهارمین سیارک کشف شده‌است که در ۱۵ اکتبر ۱۹۹۰ کشف شد.
قدر مطلق سیارک برابر ۱۳٫۷۰ است.